# Diana terapéutica
Una diana terapéutica o blanco molecular puede definirse como el lugar del organismo donde un fármaco ejerce su acción. La mayoría de las dianas terapéuticas son del tipo lípidos, proteínas y ácidos nucleicos.

## En oncología
En oncología, los fármacos dirigidos contra las dianas moleculares son distintos a los citotóxicos utilizados en quimioterapia, pertenecientes a familias de sustancias distintas entre sí, obtenidos gracias a los avances logrados en el conocimiento de la biología molecular, en sus variantes genómica y proteómica. Estos nuevos medicamentos están dirigidos a inhibir el mecanismo de transmisión de señales de las células cancerígenas y así detener el crecimiento tumoral y favorecer la muerte de las células malignas.